# Никитенко, Кузьма Ефимович
Кузьма Ефимович Никитенко (10 декабря 1885 — 15 декабря 1963) — начальник участка шахты им. Карла-Маркса (г. Енакиево, Донецкая область, Украинская ССР). Герой Социалистического Труда (1957).

## Биография
Родился в д. Липки Прудковской волости Смоленской губернии. С 1906 года работал на шахтах Донбасса коногоном, навалоотбойщиком, крепильщиком. Участник революционных событий 1917 года и Гражданской войны. После Великой Отечественной войны — начальник участка шахты им. Карла-Маркса, восстанавливал разрушенные шахты, один из известных мастеров добычи угля.
Умер 15 декабря 1963 года. Похоронен в городе Енакиево. После смерти К. Е. Никитенко его именем была названа одна из улиц посёлка Карло-Марксово.

## Награды и звания
- Герой Социалистического Труда
- Почётный шахтёр
- Полный кавалер знака «Шахтёрская слава»